# Timelord
Timelord ist eine US-amerikanische progressiven Power- und Thrash-Metal-Band aus Springfield, Virginia, die im Jahr 2005 gegründet wurde.

## Geschichte
Die Band wurde im Januar 2005 von Gitarrist Aaron Richert und Gitarrist und Sänger Matt Aub gegründet. Kurze Zeit später kamen Schlagzeuger Rick Hodes und Bassist Joe Konczal hinzu und vervollständigten die Besetzung. Nachdem die ersten Lieder erstellt wurden, nahm die Band das Debütalbum Regeneration auf. Das Album erschien im Jahr 2007 über Shrapnel Records. Im Jahr 2008 spielte die Band auf dem Keep It True.

## Stil
Die Band spielt progressiven Power Metal, der teilweise auch starke Anleihen aus dem Thrash Metal vorweist.

## Diskografie
- 2005: Dawn of Dissent (EP, Eigenveröffentlichung)
- 2007: Regeneration (Album, Shrapnel Records)